# Stilpnochlora laurifolia
Stilpnochlora laurifolia is een rechtvleugelig insect uit de familie van de sabelsprinkhanen (Tettigoniidae).De wetenschappelijke naam is gepubliceerd in 1758 door Linnaeus in de tiende editie van Systema naturae.